# Deltote amydra
Deltote amydra is een vlinder van de familie van de uilen (Noctuidae). De wetenschappelijke naam van deze soort is voor het eerst voorgesteld als Tarache amydra door Charles Swinhoe in een publicatie uit 1907.
De soort komt voor in Angola.